# McCook (Nebraska)
McCook es una ciudad ubicada en el condado de Red Willow en el estado estadounidense de Nebraska. En el Censo de 2010 tenía una población de 7698 habitantes y una densidad poblacional de 551,02 personas por km².

## Historia
McCook se construyó en 1882 cuando el Ferrocarril de Burlington y el Río Misuri se extendió hasta ese punto. Debe su nombre a Alexander McDowell McCook, un general de brigada en el Ejército de la Unión durante la Guerra de Secesión.
McCook es conocida como la capital de Buffalo Commons. En los años 1980 se proopuso el altiplano y consagrar la zona a los búfalos. Pero los pobladores no accedieron y el lugar sigue en pie.
Desde entonces se hja buscado desarrollar el turismo.

## Demografía
Según el censo de 2010, había 7698 personas residiendo en McCook. La densidad de población era de 551,02 hab./km². De los 7698 habitantes, McCook estaba compuesto por el 95.77% blancos, el 0.49% eran afroamericanos, el 0.51% eran amerindios, el 0.38% eran asiáticos, el 0.01% eran isleños del Pacífico, el 1.51% eran de otras razas y el 1.34% pertenecían a dos o más razas. Del total de la población el 4.9% eran hispanos o latinos de cualquier raza.